# Empoascanara apara
Empoascanara apara är en insektsart som beskrevs av Irena Dworakowska 1979. Empoascanara apara ingår i släktet Empoascanara och familjen dvärgstritar. Inga underarter finns listade i Catalogue of Life.